# FM 넥파이브

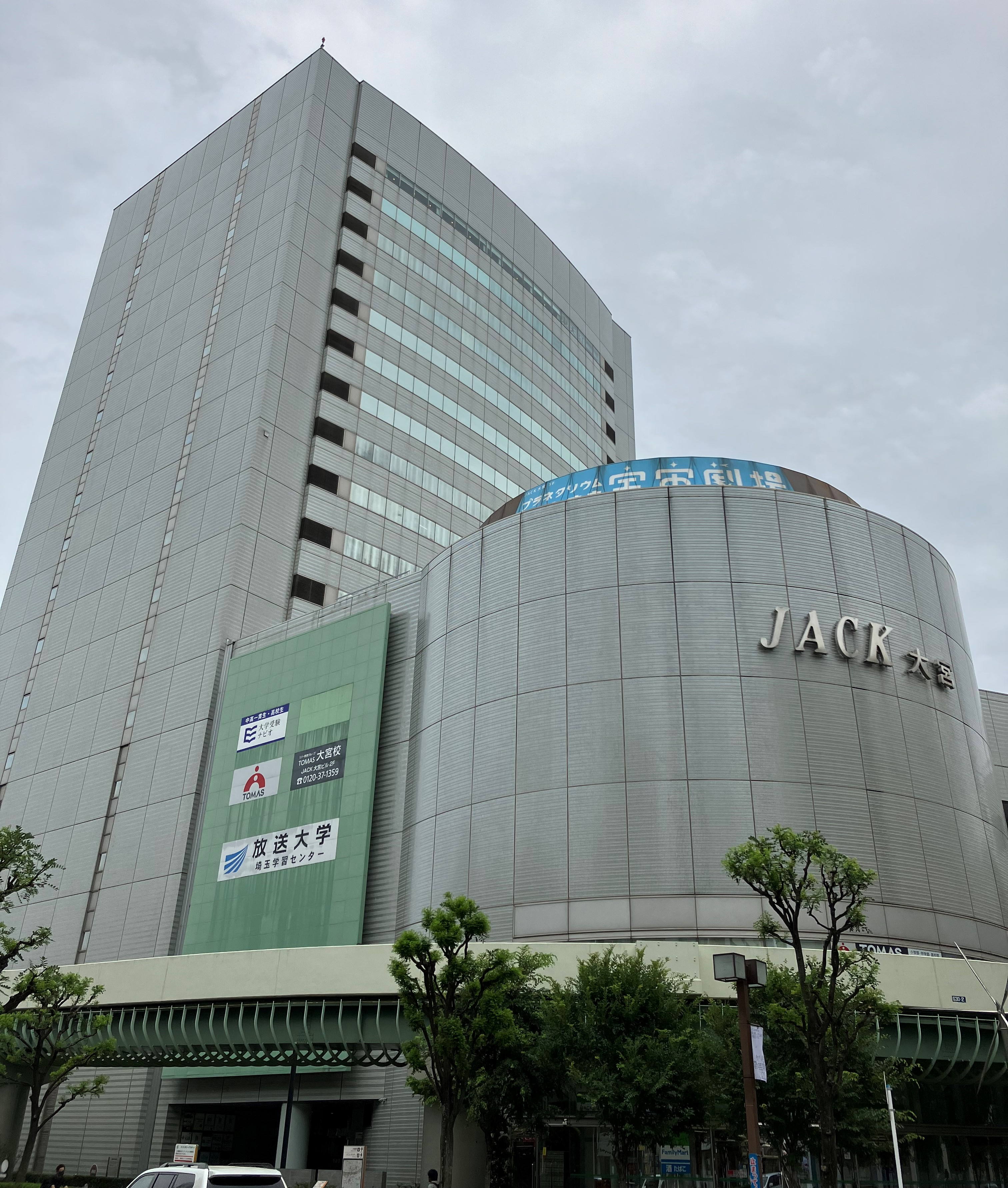
본사가 위치한 JACK 오미야

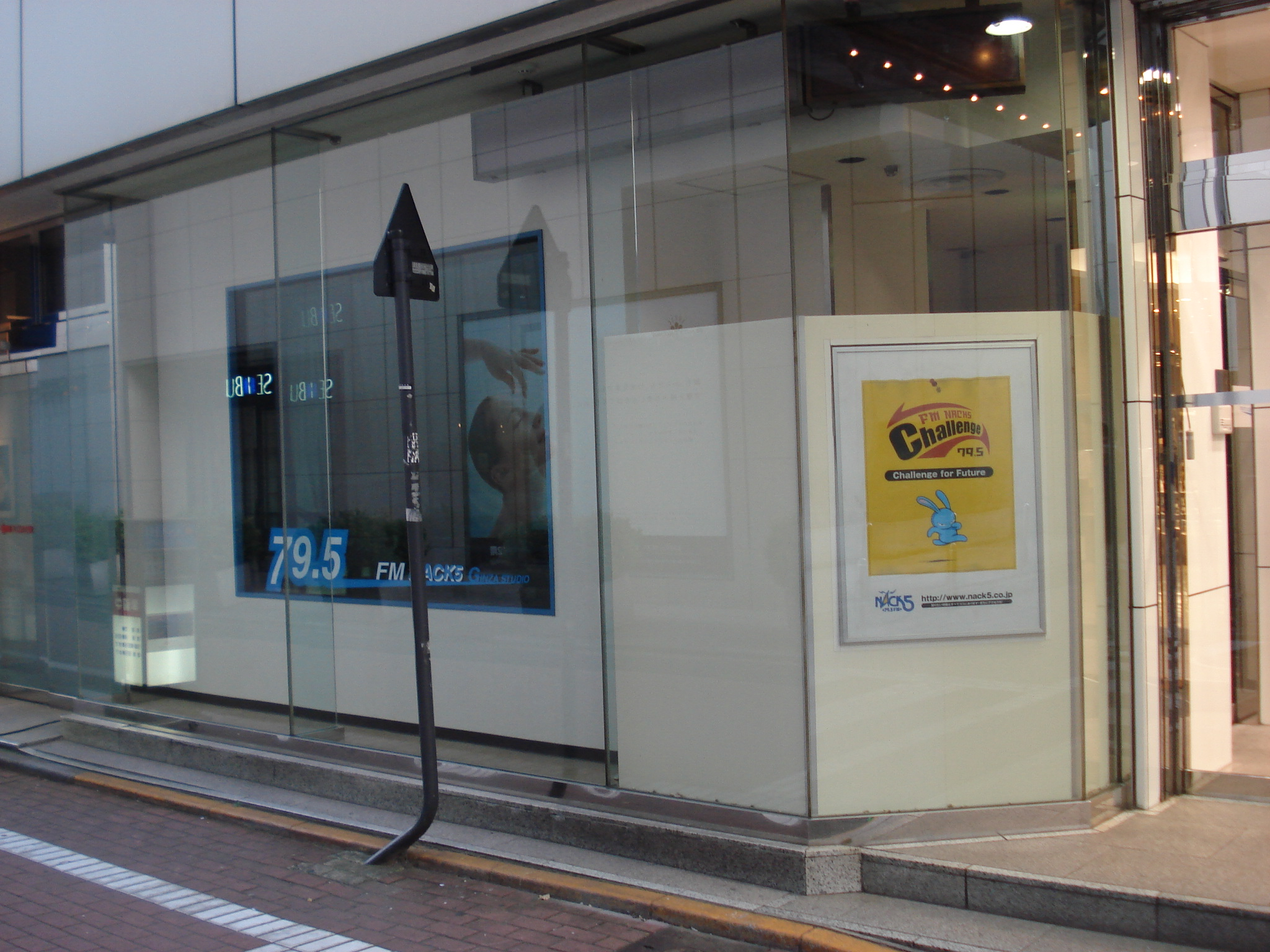
긴자 스튜디오

FM넥파이브는 일본의 FM라디오 방송국으로 사이타마현에서 방송을 실시하고 있다.
애칭은 NACK5, 콜사인은 JODV-FM이다.

## 연혁
- 1988년 3월 주식회사 FM사이타마설립.
- 1988년 10월 31일 FM사이타마(FM795)라는 이름으로 일본 29번째 민영FM 방송국으로 개국.
- 2001년 7월 회사명을 주식회사 FM넥파이브로 변경.
- 2007년 5월 14일 - 사이타마 오미야공원 축구장의 이름을 지을 수 있는 권리를 취득(계약 기간 6년, 금액 1억 8000만엔).이에 따라 오미야공원 축구장은 2013년까지 "NACK5 스타디움 오미야"라는 이름으로 운영된다.

## 주파수
- 사이타마 본국(도키가와 방송국):79.5 MHz(출력:5Kw)
- 지치부 중계국:77.5MHz(출력:50w)

## 보충서술
- 개국 초에는 우라와 시(현 사이타마시)에 송신소가 있었으나 도쿄전력이 사이타마 현 북부 지역과 군마현 동부 지역에 사이에 설치한 초고압 송전선 때문에[1]에 수신율이 좋지 않았던 사이타마 현 북서부 지역 수신환경 개선을 위해 1998년 6월 도키가와정으로 송신소를 이전했다.

## 사이타마현에 있는 다른 텔레비전·라디오 방송국
- NHK 사이타마 방송국
- TV 사이타마(TVS)(독립 텔레비전 방송국)